# العائلة المقدسة

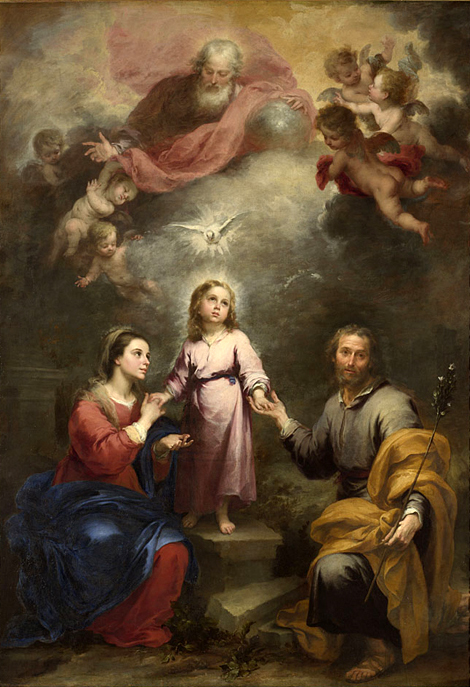
العائلة المقدسة، بريشة بارتولومي إستيبان موريو.

العائلة المقدسة تتألف من الطفل يسوع ومريم العذراء ويوسف النجار.

## في الكتاب المقدس

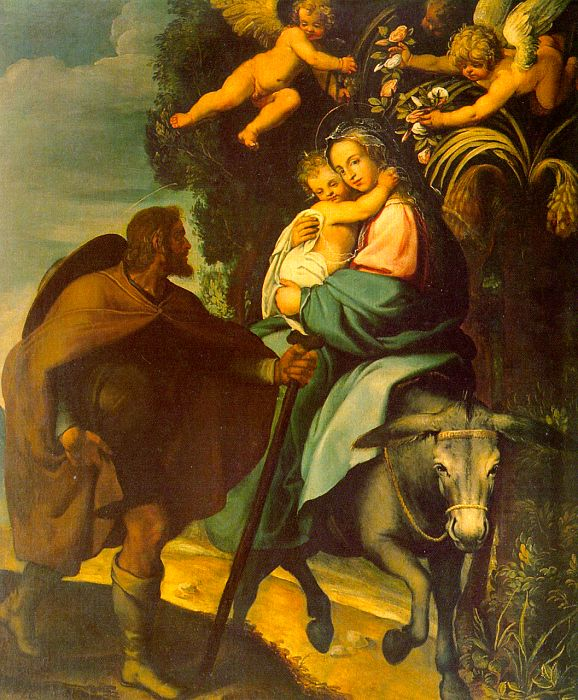
الهرب إلى مصر، بريشة كرادشو.

تورد رواية الميلاد في متى ولوقا عن العائلة المقدسة حيث تُذكر أن الميلاد قد تمّ في بيت لحم مدينة النبي داود لا في مدينة الناصرة حيث كانا يعيشان وحيث تمت البشارة، وذلك بسبب طلب أغسطس قيصر إحصاء سكان الإمبراطورية الرومانية تمهيدًا لدفع الضرائب، ولذلك سافر يوسف مع مريم وكان حينها قد ضمها إلى بيته كزوجته دون أن تنشأ بينهما علاقة زوجية، وعند وصولهما إلى بيت لحم لم يجدا مكانًا للإقامة في فندق أو نزل وحان وقت وضع مريم، فبحسب إنجيل لوقا وضعت طفلها في مذود ولفته بقماط. ومن ثم يذكر زيارة الرعاة والمجوس الثلاثة. هي من أشد الأحداث
أما أبرز الأحداث اللاحقة للذكر العائلة المقدسة فهي ختان يسوع في القدس، وهرب العائلة إلى مصر خوفًا على حياته من هيرودوس الذي أراد قتله، ومن ثم عودة العائلة من مصر إلى الناصرة بعد وفاة الملك.
هناك بعض الإشارات الإنجيلية العامة للغاية حول طفولة يسوع وحياة العائلة المقدسة في الناصرة، فكان ينمو ويتقوى بالحكمة و«نعمة الله معه»، ومما لا شكّ فيه أن العائلة كانت متدينة، إذ تحجّ إلى القدس في كل عام، والحدث الأبرز هو وجوده في الهيكل بين العلماء لثلاث أيام وله من العمر اثني عشر عامًا. ولعلّه احترف النجارة كيوسف، إذ دعي «النجار ابن مريم». وغياب ذكر يوسف في الحياة العلنية إنما يشير إلى وفاته، فانتقل يسوع للعمل وتأمين مدخول البيت.
وغياب ذكر يوسف في الحياة العلنية إنما يشير إلى وفاته، فانتقل يسوع للعمل وتأمين مدخول البيت. وكان له عائلة كبيرة، سواءً بمعنى أولاد عمومته حسب التفسير الكاثوليكي والبروتستانتي، أو أولاد يوسف من زواج سابق حسب التفسير الأرثوذكسي. ويذكر أن بعض الأناجيل المنحولة وكتابات آباء الكنيسة، تنسب للمسيح اجتراح المعجزات، لعلّ أهمها إدباب الحياة في طيور صنعها من طين، والحكمة منذ طفولته، غير أن هذه الكتابات لا تعتبر رسميّة.

## العائلة المقدسة في الأعمال الفنية

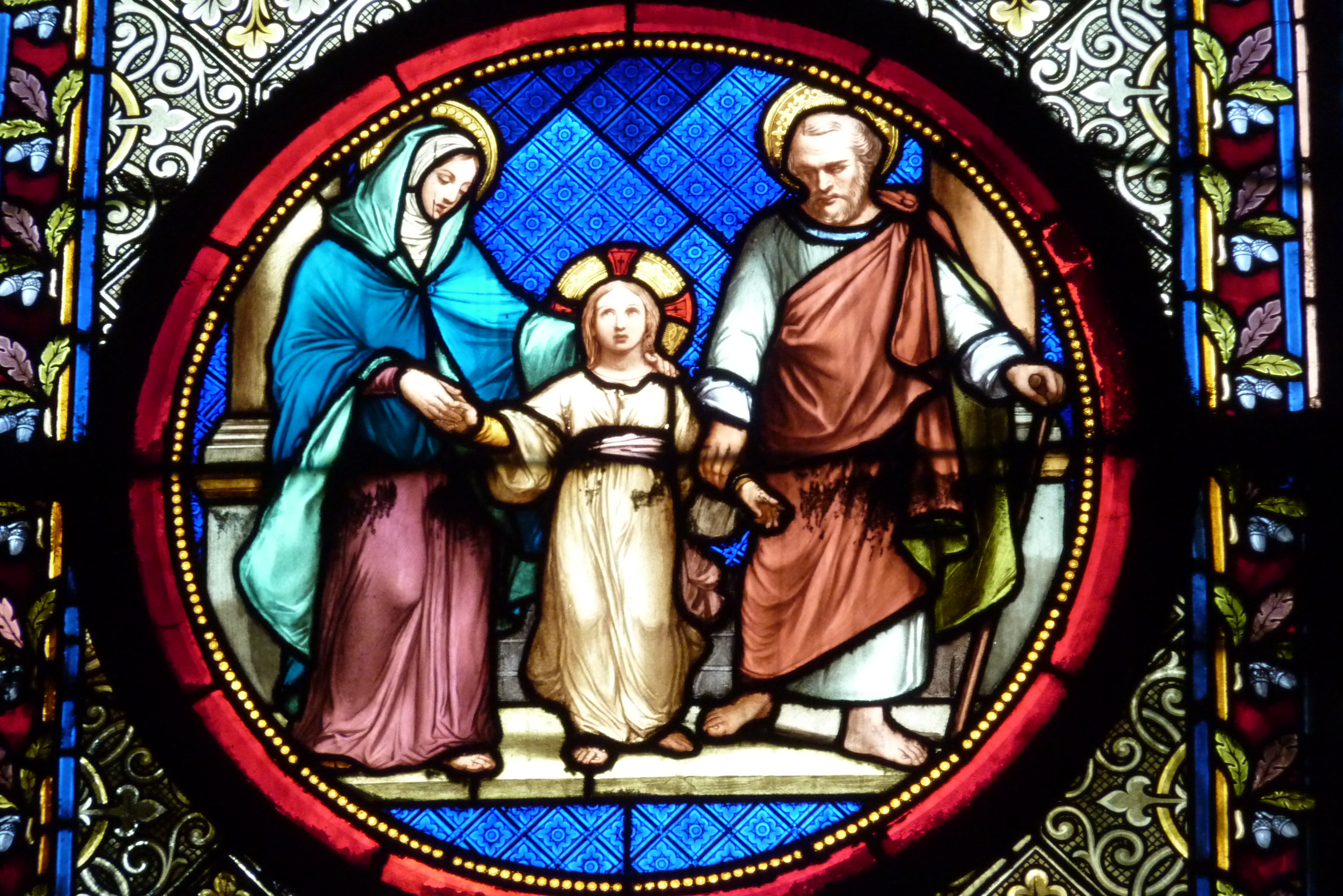
زجاجية العائلة المقدسة، في كنيسة القديسة كلود في باريس.

حظيت العائلة المقدسة مكانة هامة في الفن المسيحي، وخاصًة في مجال اللوحات. استوحى العديد من الرسامين في العصور الوسطى وعصر النهضة ووصولًا إلى عصرنا من العائلة المقدسة لخلق روائع خاصة بهم. إذ كانت العائلة المقدسة تعبير عن عن صلة الرحم والقرابة والعلاقات الأسرية والتواضع والمحبة؛ ورمزت العائلة المقدسة إلى فضائل العائلة المسيحية. عدد من الأعمال الفنية الهامة حول موضع العائلة المقدسة تشمل لوحات رفائيل وميكيلانجيلو.
من الشخصيات المحورية في لوحات العائلة المقدسة الطفل يسوع ومريم العذراء ويوسف النجار. وقد يضاف أحيانًا القديسة حنة والدة مريم العذراء وإليصابات وابنها يوحنا المعمدان.

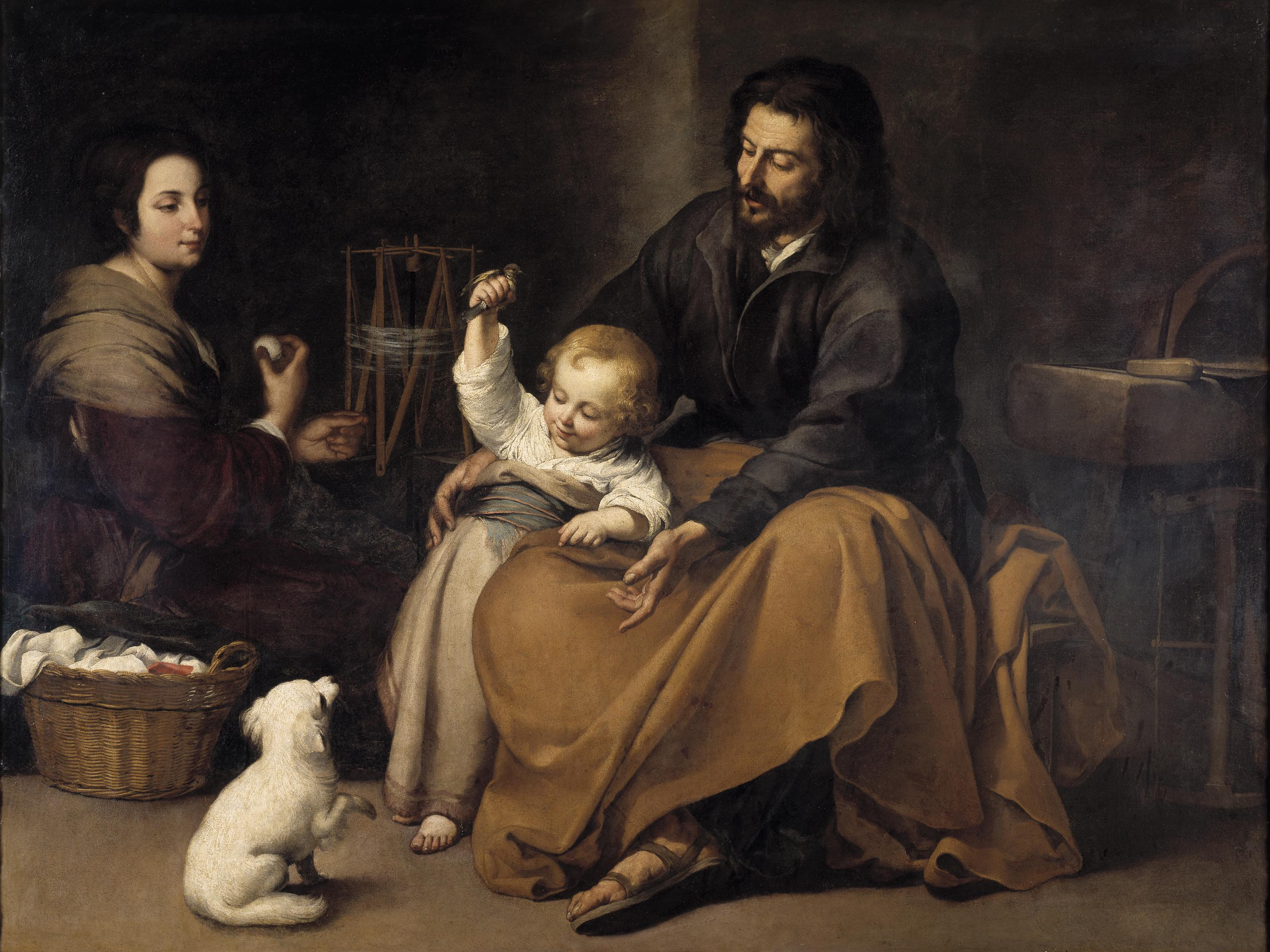
العائلة المقدسة، في منزلهم في الناصرة.

خلال القرن الخامس عشر ظهر فن رسم أسرة يسوع الممتدة والتي تضمنت مريم أم يعقوب ومريم زوجة كلوبا وسالومة وزكريا ويواكيم والد مريم العذراء وزبدى وكلوبا وأبناء عمومة وخالة يسوع وهم كل من يوحنا الإنجيلي، القديس يعقوب الكبير، يعقوب بن حلفى، يهوذا، يوسف، شمعون وتداوس. دعيت أسرة يسوع الموسعة باسم القرابة المقدسة.
غالبًا ما تصور زمكانية القرابة المقدسة في الأعمال الفنية في الناصرة، في إشارة إلى السنوات الأولى من حياة يسوع. وينبغي عدم الخلط بين القرابة المقدسة وبين نسب يسوع، بحيث تستعرض الثانية سلالة نسب يسوع الملكيّة والنبويّة، والذي حسب الإنجيل يعود نسبه إلى سبط يهوذا، ومن ثم من ذرية داود. في حين تعني القرابة المقدسة أقارب العائلة المقدسة أي مريم العذراء ويوسف النجار، من جهة الدم على الخطوط الجانبية، أي أبناء العمومة أيضًا وبذلك يُشمل إليصابات وزكريا والديّ يوحنا المعمدان والذي تربطهم علاقة نسب مع العائلة المقدسة حسب الكتاب المقدس. أما أخوة يسوع هم بمعنى أولاد عمومته حسب التفسير الكاثوليكي والبروتستانتي، أو أولاد يوسف من زواج سابق حسب التفسير الأرثوذكسي.

## التقاليد والثقافة

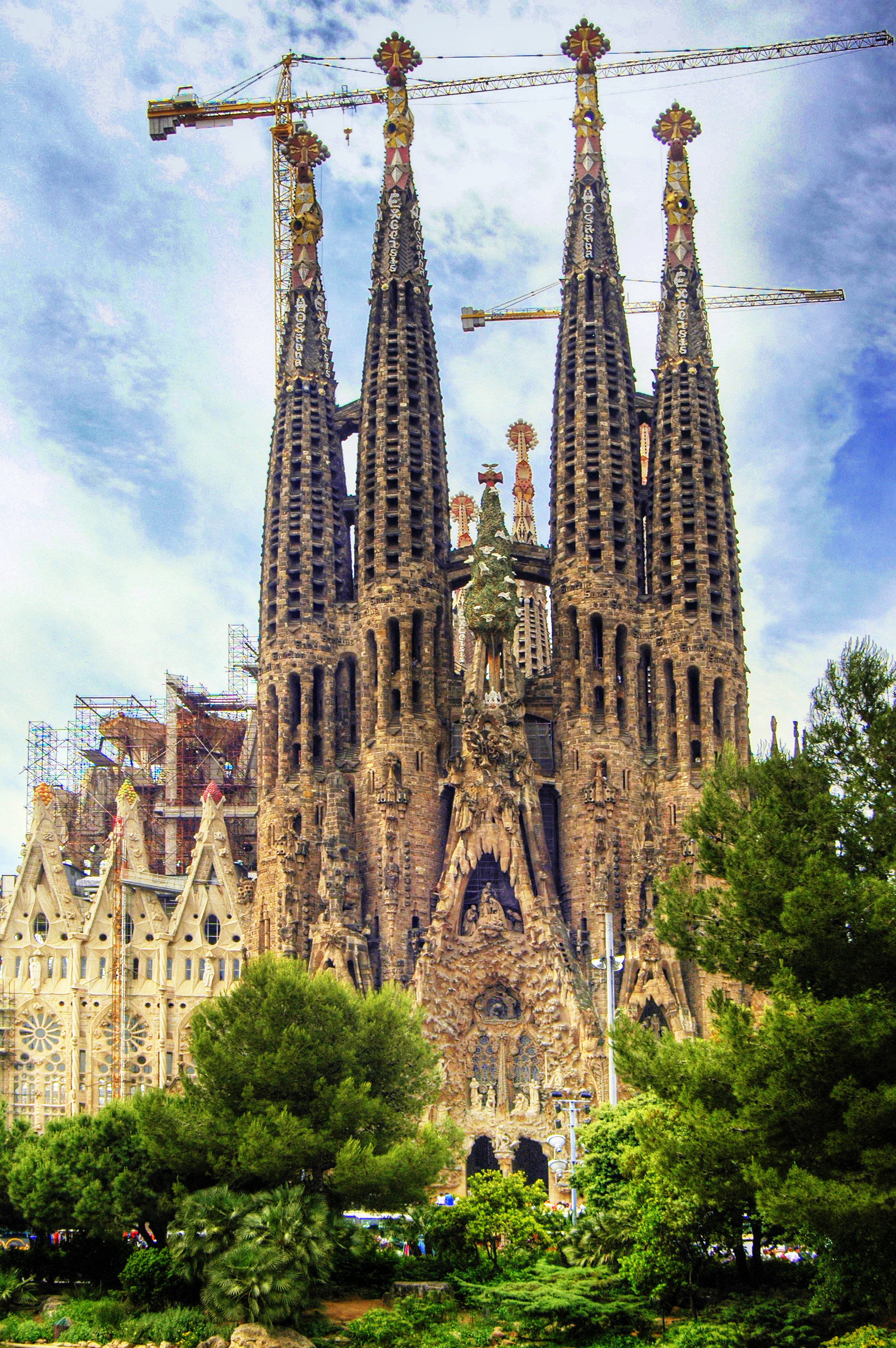
كاتدرائية ساغرادا فاميليا، والتي تعني كنيسة العائلة المقدسة في اللغة الإسبانية.

في زمن عيد الميلاد يُلحق بالشجرة عادًة، مغارة الميلاد المستوحاة من قصة ميلاد يسوع، وهي أقدم من الشجرة تاريخيًا، إذ كان تصوير مشاهد ولادة يسوع منتشرًا في روما خلال القرن العاشر، أي وضع رجلاً وامرأة لتمثيل مريم ويوسف وطفلاً لتمثيل يسوع مع بقرة وحمار المستمدين من نبؤة أشعياء حول المسيح، وانتشرت بعد مغارة القديس فرنسيس هذا التقليد في أوروبا ومنه إلى مختلف أنحاء العالم، وهي تمثل حدث الميلاد.
رمزت العائلة المقدسة في الثقافة والحضارة المسيحية إلى فضائل العائلة المسيحية وتشابك الأسرة ولحمتها مما دعى إلى اتخاذ العديد من الكنائس المسيحية اسم العائلة المقدسة أشهرها ساغرادا فاميليا في مدينة برشلونة، إسبانيا. بالإضافة إلى عدد من العائلات الرهبانية الكاثوليكية والتي اتخذت اسم العائلة المقدسة؛ منها راهبات الفرنسيسكان العائلة المقدسة وأبناء العائلة المقدسة.

### عيد العائلة المقدسة
عيد العائلة المقدسة هو عيد ديني طقس في الكنيسة الرومانية الكاثوليكية اكرامًا ليسوع، مريم العذراء ويوسف النجار. أدخل العيد لأول مرة في التقويم الطقسي من قبل البابا ليون الثالث عشر في عام 1893. وكان يحتفل به في الأحد الثالث بعد عيد الغطاس. في العام 1969 تم تعديل موعد العيد بحيث أصبح الأحد الأول بين عيد الميلاد ورأس السنة الميلادية.

### استخدامات ثقافية
يميل الكاثوليك المتدينين إلى كتابة '"J.M.J" - وهو اختصار الأسماء للعائلة المقدسة؛ على رأس الرسائل.